# دونالد إل. جاكسون
دونالد إل. جاكسون (بالإنجليزية: Donald L. Jackson)‏ هو ضابط وسياسي أمريكي، ولد في 23 يناير 1910 في الولايات المتحدة، وتوفي بنفس المكان في 27 مايو 1981. حزبياً، نشط في الحزب الجمهوري. انتخب مفوض ‏ (1969 – ) وانتخب عضو مجلس النواب الأمريكي.